# فرانکنشتاین جوان
فرانکنشتاین جوان (به انگلیسی: Young Frankenstein) یک فیلم کمدی ترسناک آمریکایی به کارگردانی مل بروکس، نویسندگی جین وایلدر (براساس رمان فرانکنشتاین اثرمری شلی) و تهیه‌کنندگی مایکل گروسکوف محصول سال ۱۹۷۴ میلادی است.

## داستان
اوایل قرن بیستم، فردریک فرانکنشتاین، پزشک مدرس در یک دانشکدهٔ پزشکی آمریکایی، به‌طور جدی در تلاش است خود را از شهرت بد پدربزرگش، ویکتور فرانکنشتاین، دانشمند دیوانهٔ مشهور، جدا کند و نام خانوادگی‌اش را «فرانکن‌ستین» تلفظ می‌کند. وقتی فردریک قلعهٔ خانوادگی‌شان را در ترانسیلوانیا به ارث می‌برد، برای بازرسی ملک به اروپا سفر می‌کند. در ایستگاه قطار ترانسیلوانیا، خدمتکاری گوژپشت و با چشمان از حدقه بیرون‌زده به نام ایگور (که تلفظ نامش را «آی‌گور» اعلام می‌کند)، به استقبال او می‌آید؛ پدربزرگ ایگور نیز زمانی برای ویکتور کار می‌کرده است. زنی جوان به نام اینگا نیز به او خوش‌آمد می‌گوید. با رسیدن به ملک، فردریک با فْرو بلُوخر، سرایدار عبوس و ترسناک قلعه، آشنا می‌شود. پس از کشف ورودی مخفی به آزمایشگاه ویکتور و خواندن یادداشت‌های شخصی او، فردریک آزمایش‌های پدربزرگش برای زنده‌کردن مردگان را از سر می‌گیرد.
فردریک و ایگور جنازهٔ یکی از مجرمان تازه اعدام‌شده را می‌دزدند. فردریک از ایگور می‌خواهد مغز یک «دانشمند و قدیس» درگذشته به نام هانس دل‌بروک را بیاورد. اما ایگور به‌اشتباه مغز او را نابود کرده و به‌جایش مغزی را برمی‌دارد که با برچسب «غیرطبیعی» علامت‌گذاری شده است. فردریک، ناآگاه از این موضوع، مغز را به جسد پیوند زده و هیولا را زنده می‌کند. هیولا از روشن شدن کبریت توسط ایگور می‌ترسد، به فردریک حمله کرده و نزدیک است او را خفه کند، ولی با تزریق آرام‌بخش از حرکت بازمی‌ایستد.
در حالی که مردم دهکده از وجود هیولا بی‌خبرند، گرد هم می‌آیند تا نگرانی خود را از تکرار کارهای ویکتور فرانکنشتاین ابراز کنند. بازرس کمپ، پلیسی یک‌چشم با بازوی مصنوعی و لهجهٔ غلیظ آلمانی، به دیدن دکتر می‌آید و از او می‌خواهد تضمین بدهد که هیولای دیگری خلق نخواهد کرد. فردریک پس از بازگشت به آزمایشگاه، درمی‌یابد که بلُوخر هیولا را آزاد کرده است. او فاش می‌کند که هیولا عاشق موسیقی ویولن است، خود او با پدربزرگ فردریک رابطهٔ عاشقانه داشته و تمام رویدادها را طوری چیده بوده تا فردریک نیز، همچون ویکتور، هیولایی بیافریند. هیولا با جرقه‌های برق ناشی از یک کلید پرتابی دچار خشم می‌شود و از قلعه می‌گریزد. در حین پرسه‌زنی در اطراف، با دختربچه‌ای خردسال و راهبی نابینا و گوشه‌گیر دیدار می‌کند. فردریک هیولا را دوباره به دام می‌اندازد و خود را در اتاقی با او زندانی می‌کند. او با ستایش و وعدهٔ هدایت به سوی موفقیت، خلق‌وخوی مرگ‌بار هیولا را آرام کرده و میراث خانوادگی‌اش را می‌پذیرد.
در تماشاخانه‌ای پر از مهمانان سرشناس، فردریک هیولا را نشان می‌دهد که فرمان‌های ساده را اجرا می‌کند، و سپس با او یک شمارهٔ موسیقی اجرا می‌کند. اما نورافکنی روی صحنه منفجر می‌شود و باعث وحشت هیولا می‌گردد. تماشاگران هو می‌کنند و سبزیجات گندیده پرت می‌کنند؛ هیولا خشمگین شده و به آن‌ها حمله می‌کند. پلیس او را دستگیر و با زنجیر مهار می‌کند. در آزمایشگاه، اینگا تلاش می‌کند فردریک را آرام کند و آن‌ها با هم بر روی میز معلق احیای مردگان رابطهٔ جنسی برقرار می‌کنند.
همان شب، هیولا از زندان فرار می‌کند و الیزابت، نامزد اجتماعی فردریک، ناگهان از راه می‌رسد. هیولا او را می‌رباید، اما الیزابت عاشق او می‌شود و با او هم‌آغوشی می‌کند. هنگامی که مردم برای شکار هیولا بسیج می‌شوند، فردریک با نواختن ویولن او را دوباره به قلعه بازمی‌گرداند و به دام می‌اندازد. درست پیش از آن‌که گروه تحت فرمان کمپ وارد آزمایشگاه شود، فردریک بخشی از هوش پایدارکنندهٔ خود را به هیولا منتقل می‌کند، و هیولا با سخن‌وری خود خشم مردم را فرو می‌نشاند. کمپ از او استقبال گرمی به عمل می‌آورد.
مدتی بعد، فردریک و اینگا ازدواج می‌کنند و الیزابت نیز با هیولایی که حالا فردی فرهیخته شده، ازدواج می‌کند. در بستر، اینگا از فردریک می‌پرسد که در جریان انتقال مغز چه چیزی عاید او شد. فردریک به‌جای پاسخ، همچون هیولا نعره‌ای می‌کشد و اینگا را در آغوش می‌گیرد، در حالی که ایگور بر بام قلعه ویولن می‌نوازد.

## بازیگران
- جین وایلدر ... دکتر فردریک فرانکنشتاین
- مارتی فلدمن ... لگار
- پیتر بویل ... استاد
- تری گار
- کلوریس لیچمن
- مدلین کان
- کنت مارس
- ریچارد هایدن
- لیام دان
- لئون آسکین
- جین هکمن [۵]
- مل بروکس
- یان آبرکرومبی

## جوایز
نامزدها
- جایزه اسکار بهترین صدا, ریچارد پورتمن و جنا کانتامسا (۱۹۷۵)
- جایزه اسکار بهترین فیلم‌نامه اقتباسی, مل بروکز و جین وایلدر (۱۹۷۵)
- جایزه گلدن گلوب بهترین بازیگر زن فیلم موزیکال یا کمدی, کلوریس لیچمن (۱۹۷۵)
- جایزه گلدن گلوب بهترین بازیگر نقش مکمل زن, مدلین کان (۱۹۷۵)

برنده‌ها
- جایزه هوگو بهترین نمایش دراماتیک, فرانکنشتاین جوان (۱۹۷۵)
- جایزه نوبلا بهترین فیلم‌نامه, مل بروکز و جین وایلدر (۱۹۷۶)
- جایزه ساترن بهترین فیلم ترسناک, فرانکنشتاین جوان (۱۹۷۶)
- جایزه ساترن بهترین کارگردانی, مل بروکز (۱۹۷۶)
- جایزه ساترن بهترین نقش مکمل مرد, مارتی فلدمن (۱۹۷۶)
- جایزه ساترن بهترین چهره‌پردازی, ویلیام تاتل (۱۹۷۶)
- جایزه ساترن بهترین طراحی صحنه، (۱۹۷۶رابرت ده وستل و دال هنسی)
- Goldene Leinwand, Young Frankenstein (۱۹۷۷)
- Toronto Film Festival Award for Best Comedic Film, Mel Brooks (۱۹۷۶)